# 2000 Miles
"2000 Miles" é uma canção do The Pretenders lançado em 1983 (ver 1983 na música) como o single precedente para o seu álbum de 1984, Learning to Crawl. 

## Paradas
A canção foi muito popular no Reino Unido, onde alcançou a posição de #15 na parada britânica de singles. "2000 Miles" é considerada uma canção de Natal, sendo colocada em várias compilações do gênero. 

## Versões Covers
Muitos artistas regravaram a música, incluindo Coldplay e KT Tunstall, que cantou a música na televisão Radio 2 Music Club evento ocorrido em 5 de Dezembro de 2007 no O2 arena. 
Em 2009, a cantora Natalie Imbruglia também fez uma versão cover para a música, em um especial natalino do tabloide britânico The Sun. A canção foi lançada como single promocional da australiana no mesmo ano.